# Strongylocentrotidae
Strongylocentrotidae Gregory, 1900 é uma família de ouriços-do-mar pertencente à ordem Echinoida. As espécies pertencentes a este taxon habitam as águas costeiras e litorais dos mares tropicais e subtropicais, tendo algumas delas importância comercial considerável pela qualidade das suas gónadas, razão pela qual as suas populações são objecto de importantes pescarias em várias regiões. A família integra apenas dois géneros: Allocentrotus e Strongylocentrotus.

## Taxonomia
A família Strongylocentrotidae apresenta a seguinte estrutura taxonómica:
- Género Allocentrotus
  - Allocentrotus fragilis (Jackson, 1912)
- Género Strongylocentrotus
  - Strongylocentrotus antiquus Philip, 1965 (fóssil - Mioceno)
  - Strongylocentrotus djakonovi  Baranova, 1957
  - Strongylocentrotus droebachiensis (O. F. Müller, 1776)
  - Strongylocentrotus franciscanus (A. Agassiz, 1863)
  - Strongylocentrotus intermedius (A. Agassiz, 1863)
  - Strongylocentrotus pallidus (G. O. Sars, 1871)
  - Strongylocentrotus polyacanthus A. Agassiz and H. L. Clark, 1907
  - Strongylocentrotus pulchellus  A. Agassiz & H.L. Clark, 1907
  - Strongylocentrotus purpuratus (Stimpson, 1857)

A informação contida nas bases de dados filogenéticos Catalogue of Life permite construir o seguinte cladograma:
| Strongylocentrotidae | \| \| Allocentrotus \| \| \| \| \| \| Strongylocentrotus \| \| \| \| |
|                      | \| \| Allocentrotus \| \| \| \| \| \| Strongylocentrotus \| \| \| \| |
|                      | Echinidae                                                            |
|                      |                                                                      |
|                      | Echinometridae                                                       |
|                      |                                                                      |
|                      | Allocentrotus                                                        |
|                      |                                                                      |
|                      | Strongylocentrotus                                                   |
|                      |                                                                      |

|  | Allocentrotus      |
|  |                    |
|  | Strongylocentrotus |
|  |                    |

## Galeria

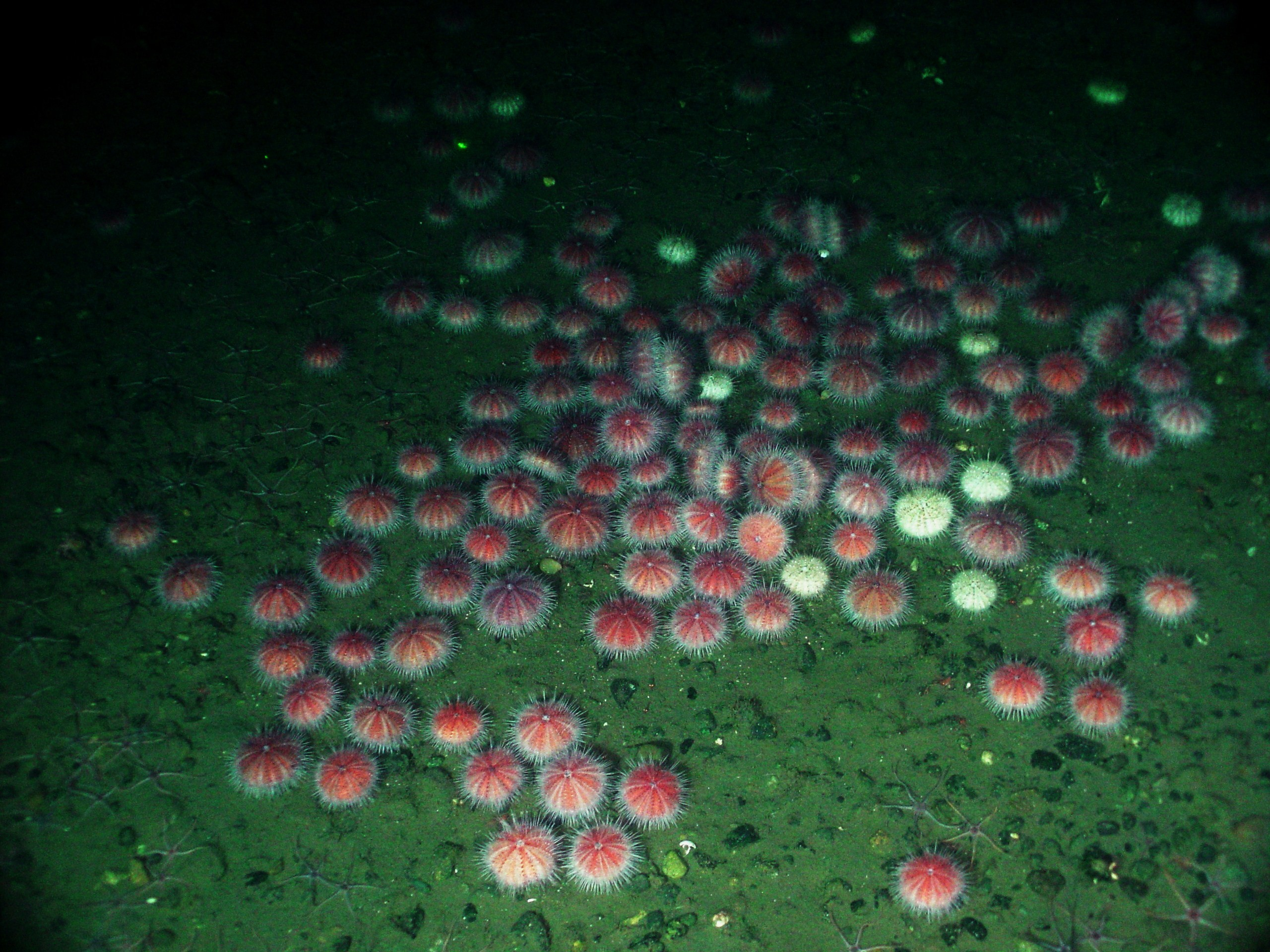
Allocentrotus fragilis (rosa) e Strongylocentrotus pallidus (branco), a grande profundidade.
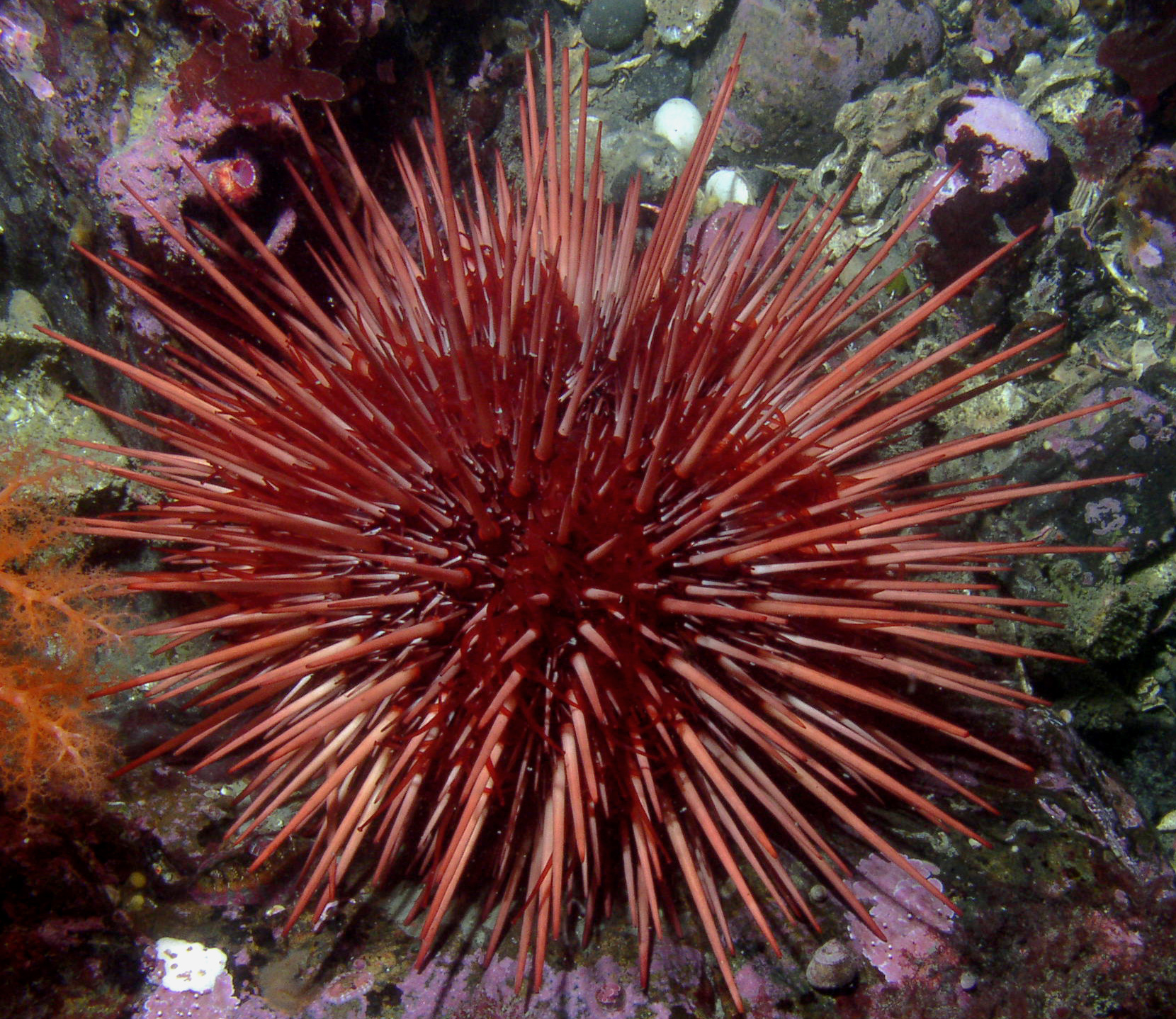
Strongylocentrotus franciscanus
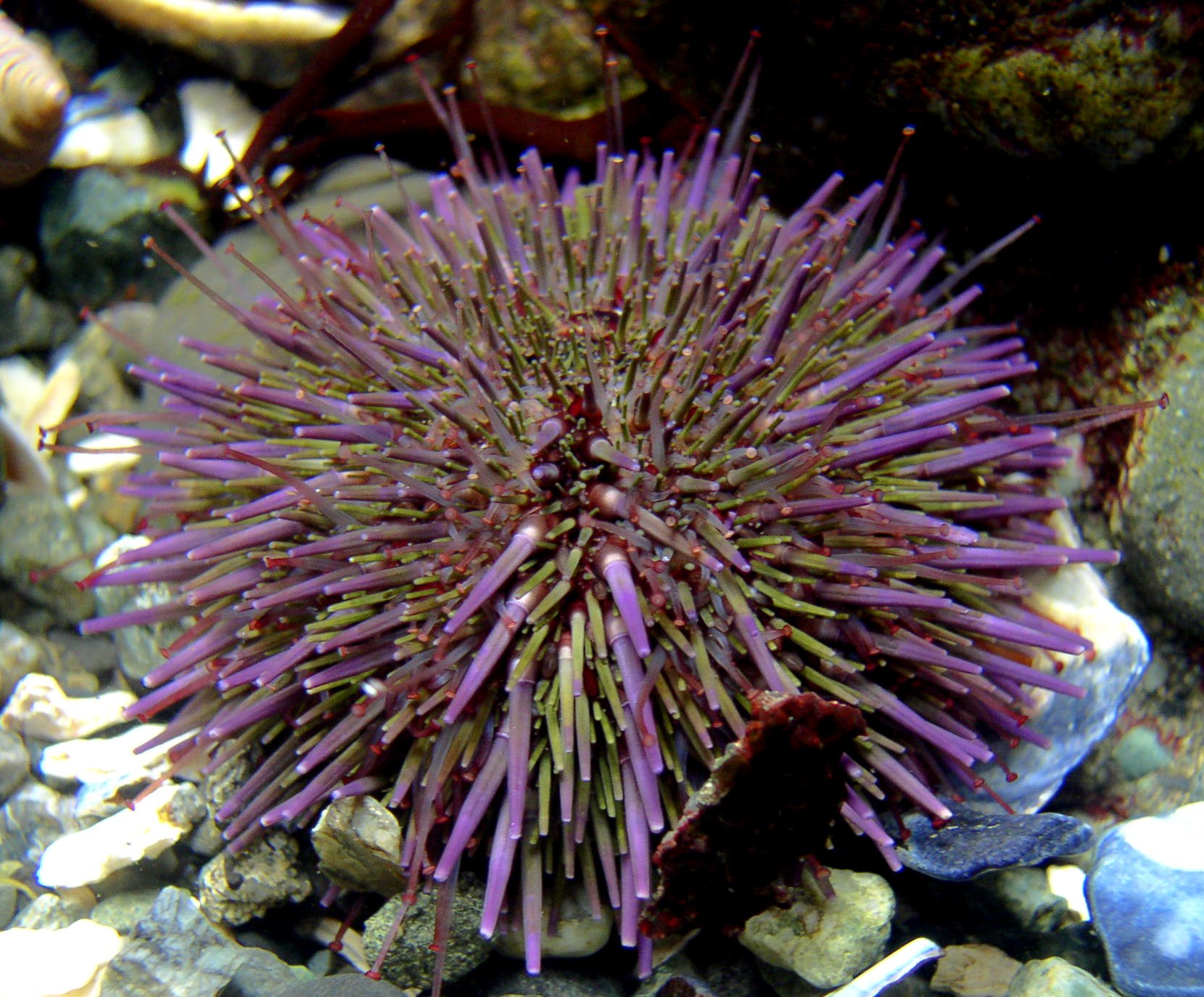
Strongylocentrotus purpuratus
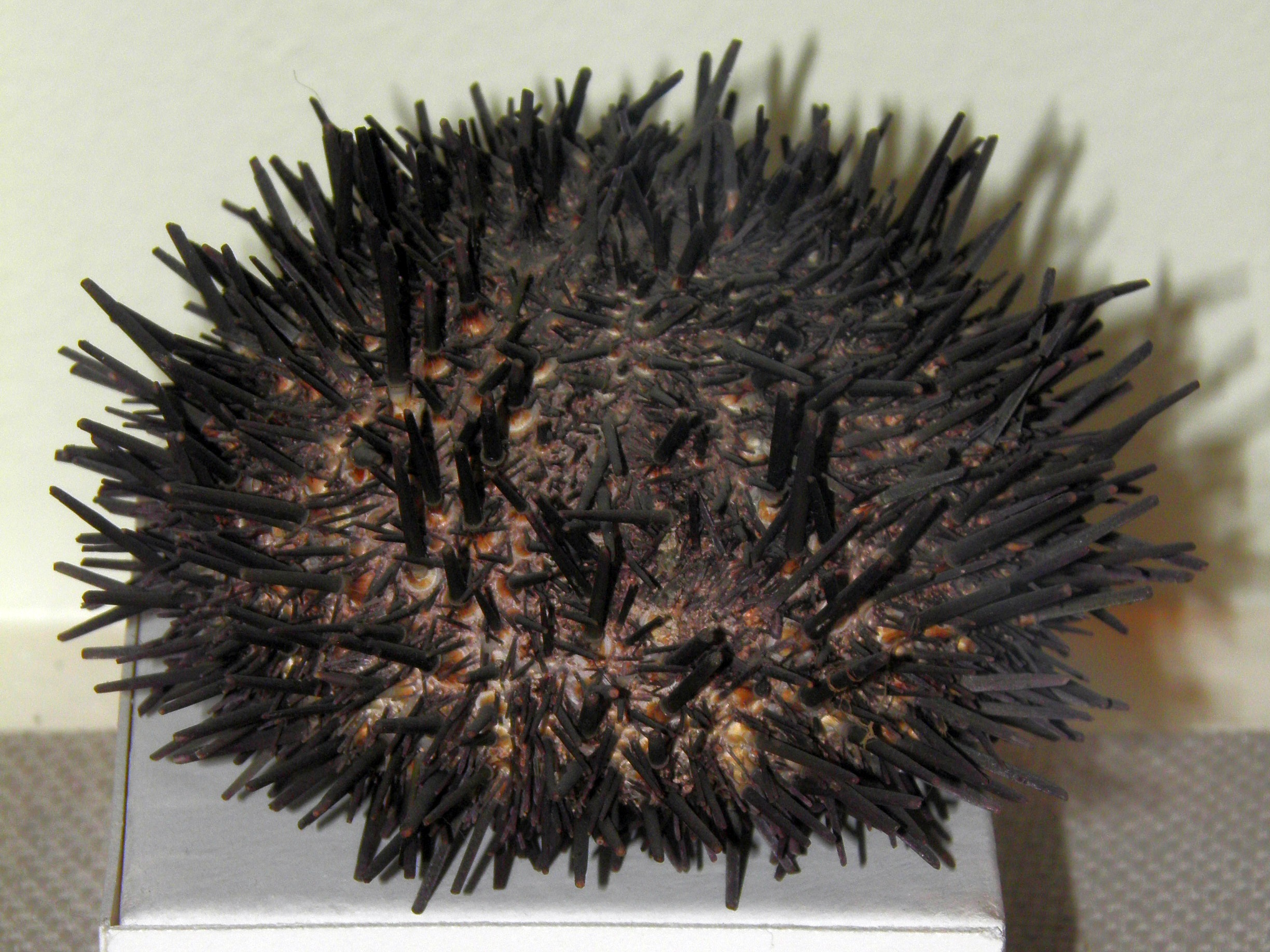
Mesocentrotus nudus